# 전준범 (배드민턴인)
전준범(1986년 9월 29일~)은 대한민국의 배드민턴 선수 출신 배드민턴 지도자이다.